# Kirkaldyia
Kirkaldyia is een geslacht van wantsen uit de familie reuzenwaterwantsen (Belostomatidae). Het geslacht werd voor het eerst wetenschappelijk beschreven door Montandon in 1909.

## Soorten
Het genus bevat de volgende soort:

- Kirkaldyia deyrolli (Vuillefroy, 1864)